# Vleugel (schaken)
In het schaakspel verstaat men onder een vleugel een vanuit de spelers gezien linker- of rechterhelft van het schaakbord. De helft van het bord waarop bij het begin van het spel de beide koningen staan heet koningsvleugel, de andere helft, waarop bij het begin de beide dames staan damevleugel. De koningsvleugel is dus het gebied tussende velden e1, e8, h8 en h1, en de damevleugel het gebied tussen de velden d1, d8, a8 en a1. 
Indien men echter over vleugelpionnen praat worden meestal niet de centrumpionnen (op de d- en de e-lijn) of de randpionnen (op de a- en de h-lijn) bedoeld.
Gebruikelijke uitdrukkingen waarin 'vleugel' voorkomt zijn bijvoorbeeld: 'wit begint een aanval op de damevleugel' of 'zwart had na de witte interventie een ernstig verzwakte koningsvleugel'.